# Sorex hoyi
Sorex hoyi es una especie de musaraña de la familia Soricidae. Esta especie es casi ciega y fue descubierta en 1831 por el naturalista William Cane.

## Distribución geográfica
Se encuentra en Alaska, Canadá y al norte de los Estados Unidos.